# Geauga megye
Geauga megye az Amerikai Egyesült Államokban, azon belül Ohio államban található. Megyeszékhelye és legnagyobb városa Chardon. Lakosainak száma 95 397 fő (2020. április 1.). Geauga megye Lake, Ashtabula, Trumbull, Portage, Summit és Cuyahoga megyékkel határos.

## Népesség
A megye népességének változása:
| Lakosok száma | 93 416 | 93 375 | 93 840 | 93 972 | 94 102 | 95 397 |
|               | 2010   | 2011   | 2012   | 2013   | 2015   | 2020   |